# يان هاتشينسون
يان هاتشينسون (بالإنجليزية: Ian H. Hutchinson) هو فيزيائي أمريكي، ولد في 7 يونيو 1951.